# Калвертон (Мериленд)
Калвертон (енгл. Calverton) насељено је место без административног статуса у америчкој савезној држави Мериленд.

## Демографија
По попису из 2010. године број становника је 17.724, што је 5.114 (40,6%) становника више него 2000. године.
| Група             | 2000.         | 2010.         |
| Белци             | 5.087 (40,3%) | 5.379 (30,3%) |
| Афроамериканци    | 4.295 (34,1%) | 6.642 (37,5%) |
| Азијати           | 2.083 (16,5%) | 2.801 (15,8%) |
| Хиспаноамериканци | 803 (6,4%)    | 2.486 (14,0%) |
| Укупно            | 12.610        | 17.724        |